# Portugiesische Badmintonmeisterschaft 2011
Die Portugiesische Badmintonmeisterschaft 2011 fand vom 13. bis zum 14. Mai 2011 in Caldas da Rainha statt. Es war die 54. Austragung der nationalen Titelkämpfe in Portugal.

## Finalergebnisse
| Disziplin    | Sieger                       | Finalist                | Ergebnis            |
| ------------ | ---------------------------- | ----------------------- | ------------------- |
| Herreneinzel | Pedro Martins                | Rafael Lopes            | 21-5, 21-17         |
| Dameneinzel  | Ana Moura                    | Claúdia Figueira        | 21-19, 21-11        |
| Herrendoppel | Alexandre Paixão Gil Martins | Tomás Nero Rafael Lopes | 21-15, 21-12        |
| Damendoppel  | Filipa Lamy Vânia Leça       | Ana Reis Ana Moura      | 20-22, 21-11, 21-10 |
| Mixed        | Alexandre Paixão Vânia Leça  | Rafael Lopes Ana Reis   | 21-9, 21-13         |